# Box-office des films français au Canada et aux États-Unis
Cet article traite du box-office des films français aux États-Unis.

## Box-office des films français, tournés en langue française ou non, aux États-Unis, en USD non corrigé de l'inflation
Cette liste recueille les 32 films français, tournés en langue française ou non, qui ont rencontré le plus de succès au Canada et aux États-Unis depuis 1988.
À noter que Luc Besson est le scénariste de 19 films. 
| Rang | Titre                                  | Année | Recettes      | Nombre d'entrées | Réalisateur           | Scénariste            | Producteur                   |
| ---- | -------------------------------------- | ----- | ------------- | ---------------- | --------------------- | --------------------- | ---------------------------- |
| 1    | Taken                                  | 2008  | 145 000 989 $ | 20 139 000       | Pierre Morel          | Luc Besson            | EuropaCorp                   |
| 2    | Taken 2                                | 2012  | 138 132 493 $ | 17 569 000       | Olivier Megaton       | Luc Besson            | EuropaCorp                   |
| 3    | Lucy                                   | 2014  | 107 713 190 $ | 15 492 000       | Luc Besson            | Luc Besson            | EuropaCorp                   |
| 4    | Taken 3                                | 2015  | 89 256 424 $  | 10 587 000       | Olivier Megaton       | Luc Besson            | EuropaCorp                   |
| 5    | La Marche de l'empereur                | 2005  | 77 437 223 $  | 12 133 000       | Luc Jacquet           | Luc Jacquet           | Bonne Pioche                 |
| 6    | Le Cinquième Élément                   | 1997  | 63 820 180 $  | 14 406 000       | Luc Besson            | Luc Besson            | Gaumont                      |
| 7    | The Artist                             | 2011  | 43 546 372 $  | 5 633 000        | Michel Hazanavicius   | Michel Hazanavicius   | La Petite Reine              |
| 8    | Le Transporteur 2                      | 2002  | 43 095 856 $  | 6 754 000        | Louis Leterrier       | Luc Besson            | EuropaCorp                   |
| 9    | Valérian et la Cité des mille planètes | 2017  | 40 479 370 $  | 4 591 000        | Luc Besson            | Luc Besson            | EuropaCorp                   |
| 10   | Malavita                               | 2013  | 36 918 811 $  | 4 541 000        | Luc Besson            | Luc Besson            | EuropaCorp                   |
| 11   | Le Baiser mortel du dragon             | 2001  | 36 845 124 $  | 6 600 000        | Chris Nahon           | Luc Besson            | EuropaCorp                   |
| 12   | Colombiana                             | 2011  | 35 150 000 $  | 4 623 000        | Olivier Megaton       | Luc Besson            | EuropaCorp                   |
| 13   | Le Fabuleux Destin d'Amélie Poulain    | 2001  | 33 225 499 $  | 5 950 000        | Jean-Pierre Jeunet    | Jean-Pierre Jeunet    | UGC                          |
| 14   | Le Pianiste                            | 2002  | 32 572 577 $  | 5 634 000        | Roman Polanski        | Ronald Harwood        | StudioCanal                  |
| 15   | Le Transporteur 3                      | 2008  | 31 715 062 $  | 4 390 000        | Olivier Megaton       | Luc Besson            | EuropaCorp                   |
| 16   | 3 Days To Kill                         | 2014  | 30 697 999 $  | 3 757 000        | McG                   | Luc Besson            | EuropaCorp                   |
| 17   | L'Ours                                 | 1988  | 29 564 471 $  | 7 688 000        | Jean-Jacques Annaud   | Gérard Brach          | Renn Productions             |
| 18   | Mon père, ce héros                     | 1991  | 25 479 558 $  |                  | Gérard Lauzier        | Gérard Lauzier        | TF1 Films Production         |
| 19   | Le Transporteur                        | 2002  | 25 296 447 $  | 4 376 000        | Louis Leterrier       | Luc Besson            | EuropaCorp                   |
| 20   | Danny the Dog                          | 2005  | 24 156 727 $  | 3 843 000        | Louis Leterrier       | Luc Besson            | EuropaCorp                   |
| 21   | From Paris with Love                   | 2009  | 23 300 000 $  | 3 051 000        | Pierre Morel          | Luc Besson            | EuropaCorp                   |
| 22   | Léon                                   | 1994  | 19 284 974 $  | 4 803 000        | Luc Besson            | Luc Besson            | Gaumont Les Films du Dauphin |
| 23   | Deux Frères                            | 2004  | 19 176 754 $  | 3 097 000        | Jean-Jacques Annaud   | Alain Godard          | Renn Productions             |
| 24   | Océans                                 | 2010  | 19 147 811 $  | 2 461 000        | Jacques Perrin        | Jacques Cluzaud       | Galatée Films                |
| 25   | Le Transporteur : Héritage             | 2015  | 16 029 670 $  | 1 901 000        | Camille Delamarre     | Luc Besson            | EuropaCorp                   |
| 26   | Arthur et les Minimoys                 | 2006  | 15 132 763 $  | 2 356 000        | Luc Besson            | Luc Besson            | EuropaCorp                   |
| 27   | Jeanne d'Arc                           | 1999  | 14 271 297 $  | 2 804 000        | Luc Besson            | Luc Besson            | Gaumont                      |
| 28   | Le Peuple migrateur                    | 2001  | 11 689 053 $  | 2 094 000        | Jacques Perrin        | Jacques Cluzaud       | Galatée Films                |
| 29   | Le Pacte des loups                     | 2001  | 10 928 863 $  | 1 942 000        | Christophe Gans       | Christophe Gans       | StudioCanal                  |
| 30   | La Môme                                | 2007  | 10 301 706 $  | 1 516 000        | Olivier Dahan         | Olivier Dahan         | Alain Goldman                |
| 31   | Astérix et Obélix : Mission Cléopâtre  | 2002  | 4 106 927 $   | 538 000          | Alain Chabat          | Alain Chabat          | Canal+                       |
| 32   | Elle s'appelait Sarah                  | 2010  | 4 087 000 $   | 975 000          | Gilles Paquet-Brenner | Gilles Paquet-Brenner | UGC                          |